# Rooi Santu
Rooi Santu – dzielnica (wijk) miasta Willemstad oraz osada (buurt), w dystrykcie Willemstad, w kraju autonomicznym Curaçao, należącym do Holandii, w Ameryce Południowej. 20 października 2023 r. liczyła 2489 mieszkańców.  

## Osady
W skład dzielnicy wchodzą trzy osady (buurt):
| Lp. | Nazwa      | Powierzchnia km² | Liczba mieszkańców |
| --- | ---------- | ---------------- | ------------------ |
| 1.  | Cas Grandi | 1,31             | 782                |
| 2.  | Hanenberg  | 0,71             | 679                |
| 3.  | Rooi Santu | 1,89             | 1029               |